# Daniel Barbier
Daniel Barbier (10 de diciembre de 1907 – 1 de abril de 1965) fue un astrónomo francés, especializado principalmente en investigaciones sobre la atmósfera estelar y los fenómenos de luminiscencia en la atmósfera terrestre.

## Semblanza
Barbier nació en Lyon, Francia, en 1907. Entre 1930 y 1965 publicó cerca de 100 artículos científicos sobre astronomía. Sus trabajos incluyen estudios sobre atmósferas estelares, ocultaciones lunares y eclipses. Desarrolló investigaciones sobre la atmósfera superior, las auroras boreales, la luz zodiacal y la luminiscencia nocturna.

## Reconocimientos
- El cráter lunar Barbier lleva este nombre en su honor.[2]
- El asteroide (37853) Danielbarbier también conmemora su nombre.[3]